# Église Notre-Dame-des-Victoires d'Angers
L'église Notre-Dame des Victoires d'Angers est un édifice religieux situé à Angers, en Maine-et-Loire.

## Localisation
L'église est située dans le centre-ville d'Angers, place Louis-Imbach.

## Histoire
L'église a pris la succession d'une petite chapelle, dédiée à Notre-Dame, construite au XVIIe siècle et qui fut agrandie en 1842. Dans les années 1880, on décida la construction d'une véritable église financée par le legs d'une paroissienne, Marie Guitton, décédée en 1883.
L'église est inscrite en totalité au titre des monuments historiques depuis le 1er septembre 2006.

## Galerie d'images

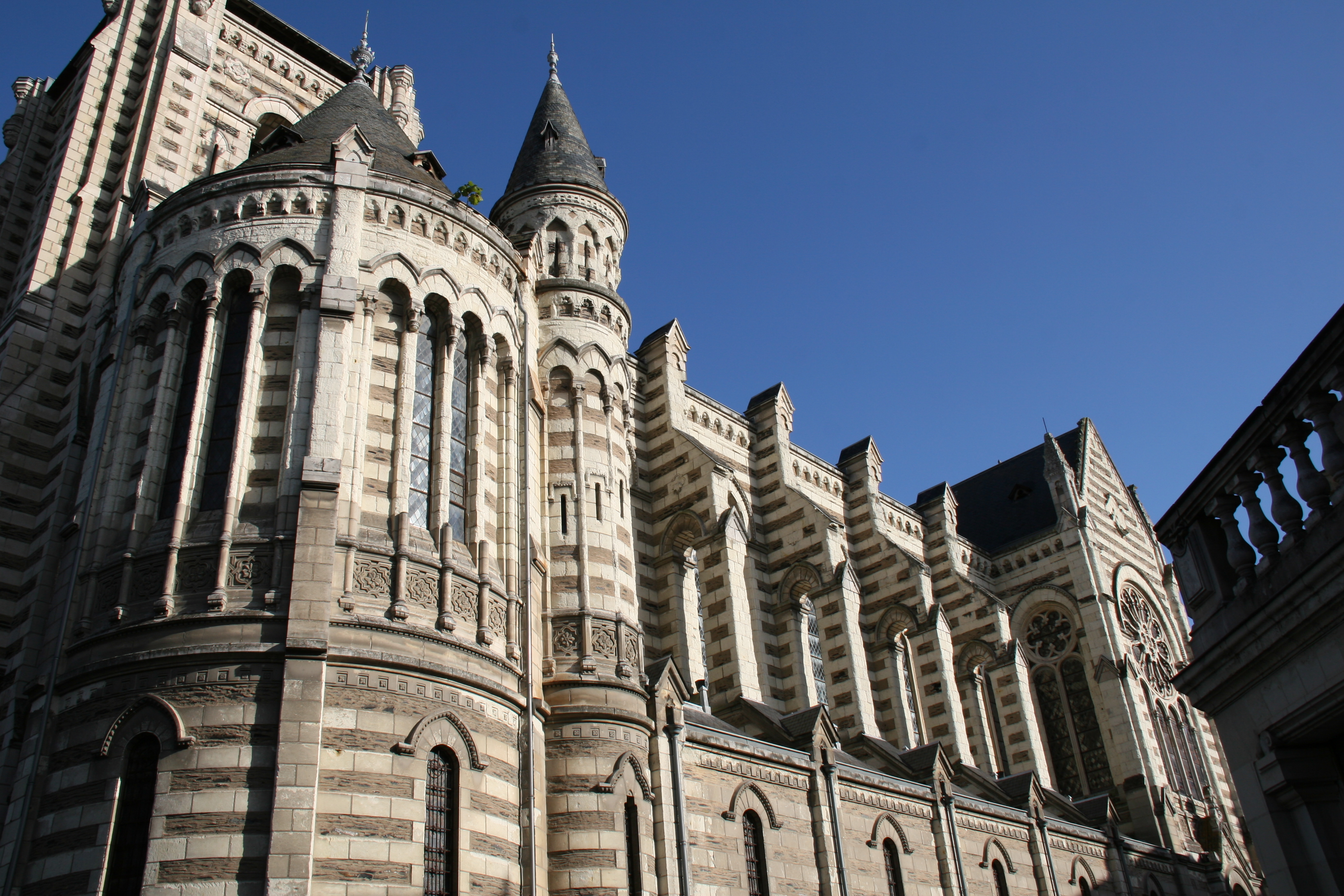
Le flanc sud-ouest.
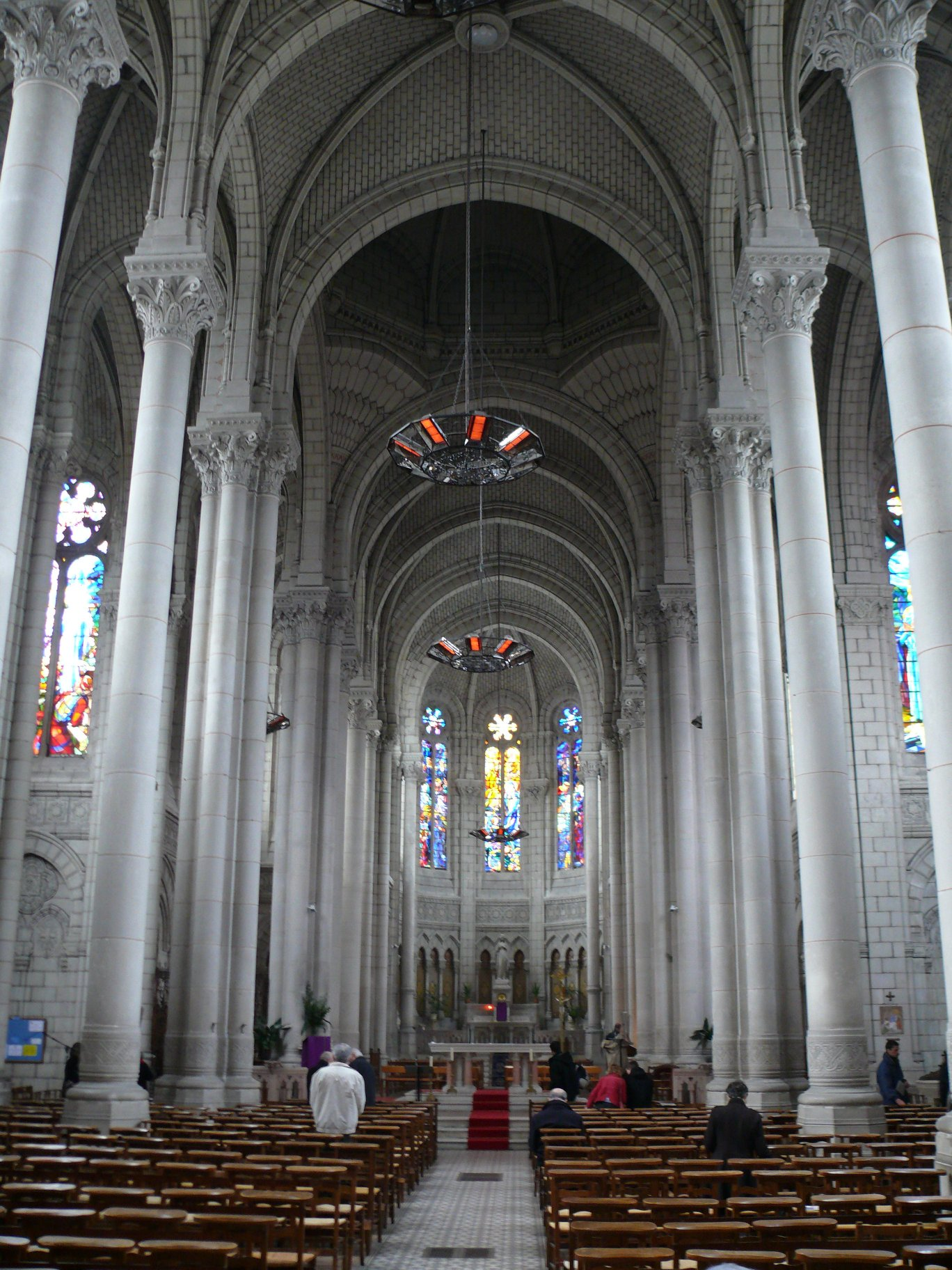
La nef.
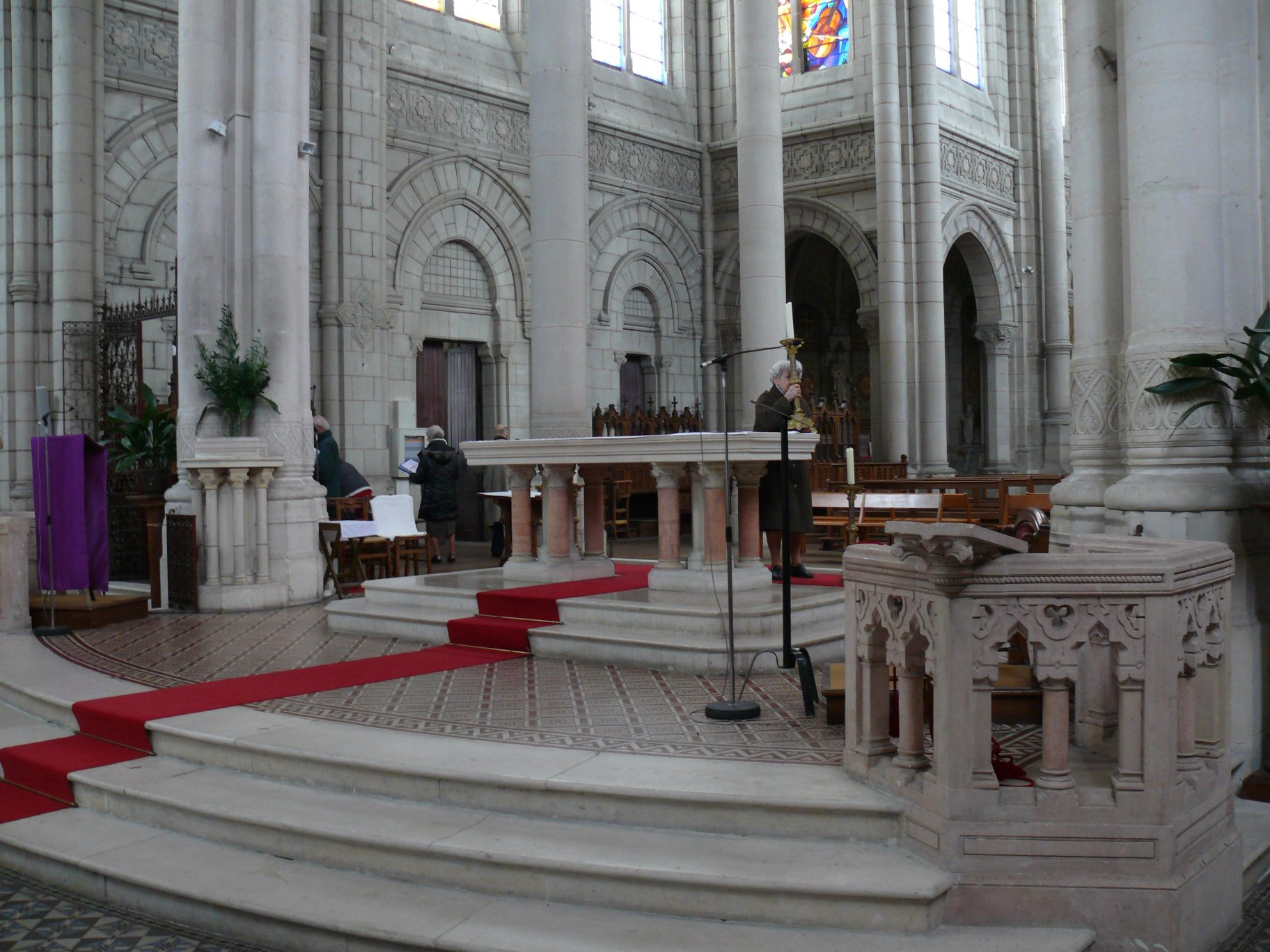
Le chœur.
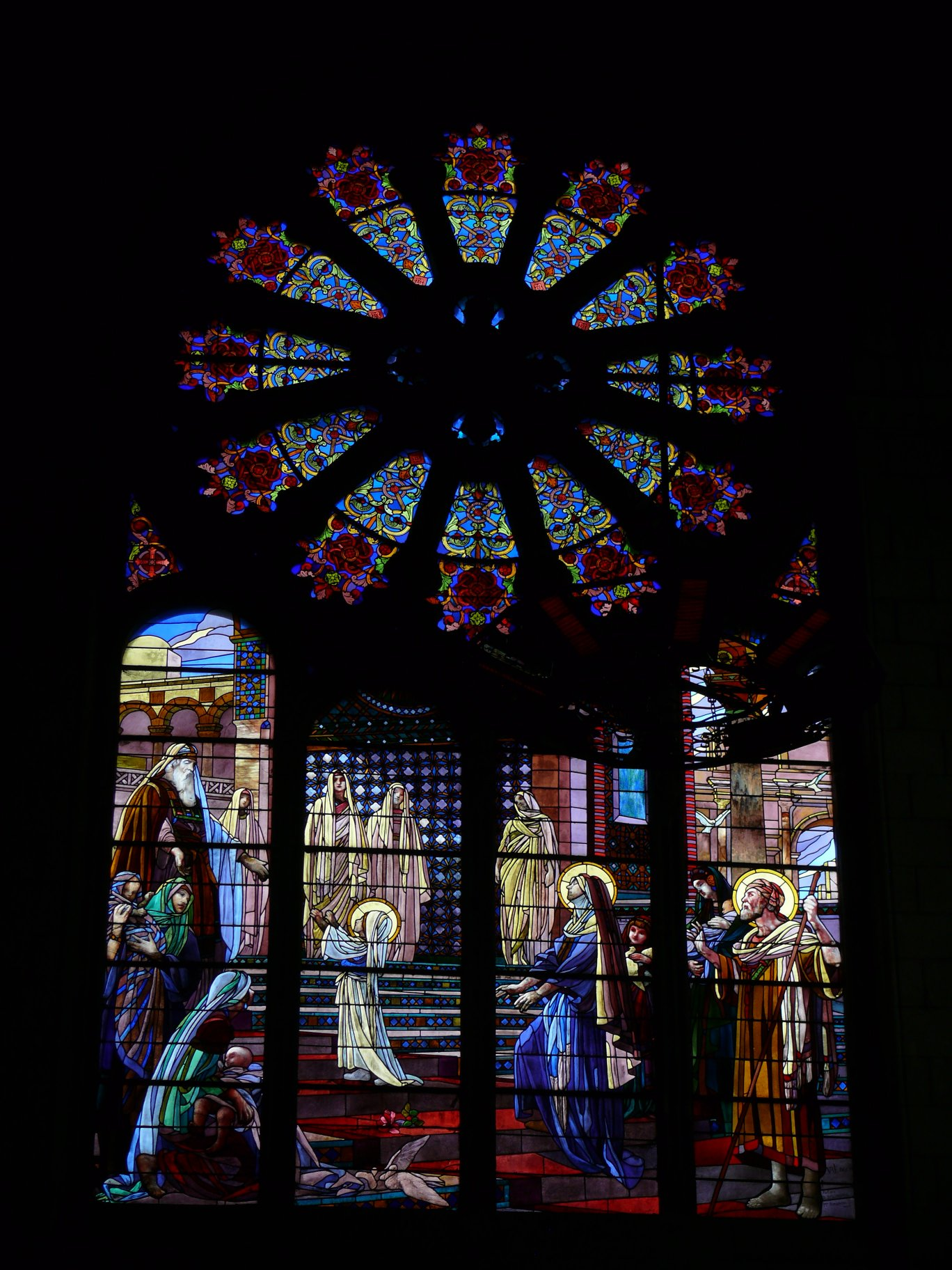
Vitrail : le mariage de Marie et Joseph.
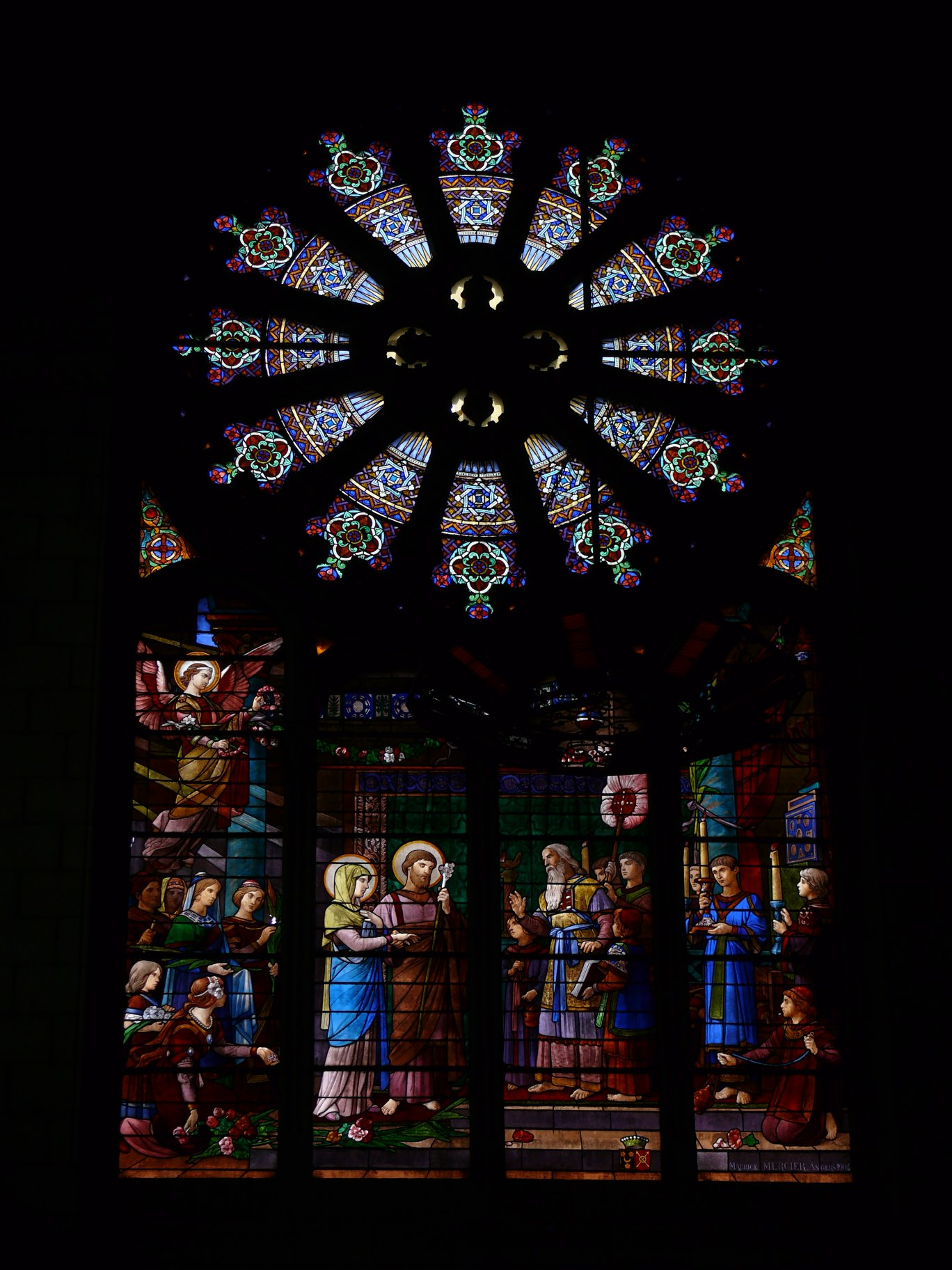
Vitrail : la présentation de Marie au temple.
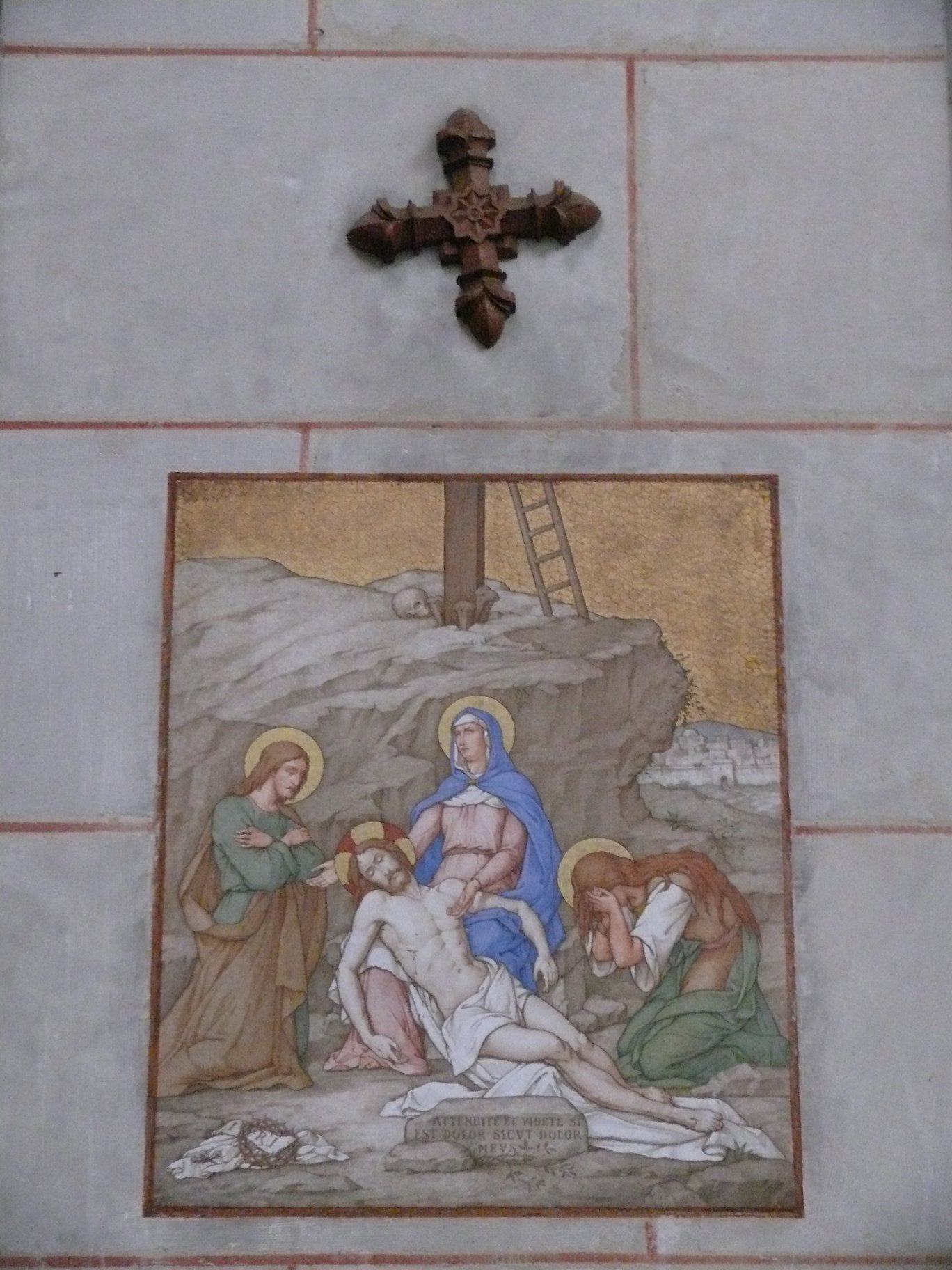
Station du Chemin de croix.